# Raúl Pérez Tovar
Raúl Pérez Tovar (Caracas, Distrito Federal, Venezuela, 14 de noviembre de 1958) es un beisbolista profesional venezolano que fue jardinero derecho de los Tiburones de La Guaira, equipo con el que jugó casi todas sus temporadas en la Liga Venezolana de Béisbol Profesional, excepto la última que fue con Cardenales de Lara. Fue líder bate en más de una ocasión. Todavía es una intriga como este excelente bateador y fenomenal Fielder, no logró ser jamás un Grandes ligas, su sueño era viajar a los Estados Unidos para jugar en la Gran Carpa.
Conformó la llamada "Guerrilla" del equipo de béisbol venezolano Tiburones de La Guaira. Rául junto a Norman Carrasco, Carlos "Café" Martínez, Gustavo Polidor, Luis Mercedes Sánchez, José Monzón, Luis Salazar, Argenis Salazar, Juan Francisco Monasterios, Oswaldo Guillén, Felipe Lira, e importados de la talla de Darryl Strawberry, Odell Jones, Chad Curtis otorgaron inolvidables victorias para el equipo salado.

## Biografía
Raúl Pérez Tovar, nació el 14 de noviembre de 1958, desde temprana edad ingresa en la liga Li-menor del 23 de enero. Debutó en el béisbol profesional venezolano en la temporada 1977-78. Su clase y estilo único como pelotero y su calidad humana lo llevarían a ser uno de los mejores jugadores que ha tenido el béisbol venezolano. Sus números en el país (ampliamente conocidos) son el reflejo de que todavía Raúl Pérez Tovar sigue siendo uno de los líderes indiscutibles de Tiburones de La Guaira, la fanaticada de este equipo, definitivamente siente una identificación especial por este gran jugador.
Pérez Tovar, es quizá el mejor jardinero derecho venezolano que haya existido, jugó casi todas sus temporadas en el béisbol profesional Venezolano con los Tiburones de La Guaira, equipo con el que hizo y desarrolló una gran carrera. Su última temporada (1995-1996) la jugó con el equipo Cardenales de Lara, equipo al cual llegó en cambio por el también jardinero William Cañate, jugando también su última final ante Navegantes del Magallanes. Fue líder bate en diversas ocasiones. Ciertamente se desconoce cómo su calidad de pelotero y de out fielder no logró llevarlo a las grandes ligas. No obstante, fue llamado a jugar en la liga profesional de la Nación Azteca con los Tigres de México y Acereros de Monclova.
Conjuntamente con otras grandes estrellas como son, Norman Carrasco, el fallecido Carlos “Café” Martínez, José Monzón, Luís Salazar, Gustavo Polidor (también fallecido), Oswaldo Guillén y el importado Chad Curtis entre otros, conformaron la llamada "Guerrilla" de los Tiburones de La Guaira, logrando para este equipo victorias inolvidables; habiendo incluso logrado la hazaña de ser el primer poseedor de la triple corona de bateo del béisbol profesional venezolano, durante su estadía como jugador de los Cocodrilos de Caracas de la desaparecida Liga de Verano; donde bateó para 387 puntos, con 8 jonrones, 56 carreras impulsadas, anotó 40 y fue campeón sluggins con 625 puntos.
Durante su pasantía por México, Raúl fue considerado como uno de los peloteros más completos provenientes de Venezuela, pues, en siete temporadas, la última en 1994 con los Tigres de México, bateó para 362; habiendo quedado en 1992, cuando jugaba para los Acereros de Monclova como Campeón Bate con un astronómico 416 de average del cual posee un récord. También jugó para los Petroleros de Minatitlán, en 1993. 
Una etapa poco conocida en Pérez Tovar, fue su afición por el baloncesto, el cual practicaba bajo la tutela del conocido Jesús (moñito) Contreras, asistente técnico del club Cocodrilos de Caracas y quien consideraba a Raúl como un gran jugador de ese deporte.
Se retira del béisbol venezolano vistiendo la camiseta de los Cardenales de Lara en la temporada 1995-1996 (equipo al cual llegó en noviembre de 1995 tras un cambio por William Cañate), luego de perder la final ante Magallanes, dejando tras de sí el reconocimiento de la afición venezolana por sus cualidades como deportista y como persona, dada su vocación y actitud dentro y fuera de los Stadium.